# Léon Thomine Desmazures
 (juin 2016).
Pour les articles homonymes, voir Desmazures.
Jacques-Léon Thomine Desmazures, né le 17 février 1804 à Caen et mort le 25 janvier 1869 au château de Mouen, est un missionnaire français.
Évêque de Sinopolis en Cilicie, il fut le premier membre des Missions étrangères de Paris à être nommé vicaire apostolique du Tibet.

## Biographie
Né dans une famille de juristes caennais (son père comme son frère étaient professeurs de droit) Jacques-Léon Thomine Desmazures manifesta très tôt son désir d’être missionnaire. Ses frères étaient Pierre Thomine Desmazures et Charles Thomine des Mazures.
Ses études au lycée Malherbe puis à l’université de Caen terminées, il entra au grand séminaire de Bayeux. Ordonné prêtre le 22 septembre 1827, il fut d’abord nommé chanoine honoraire puis en 1834 chanoine titulaire et trésorier de la fabrique de la cathédrale de Bayeux ; il participa à ce titre à la campagne de restauration de la cathédrale dont il dirigea les travaux. En 1838 Mgr Robin, évêque de Bayeux, le nomma vicaire général.
Le décès en 1846 de son père le convainquit à demander son admission aux Missions étrangères de Paris, rue du Bac à Paris. Malgré son âge, son état de santé et l’opposition du reste de sa famille il y fut admis en 1847 et envoyé un an plus tard au Sichuan. Il offrit en action de grâce une statue de la Vierge Marie toujours visible dans le transept nord de la cathédrale de Bayeux.
D’abord chargé de travaux d’enseignement, il fut ensuite choisi pour conduire la mission du Tibet, que le pape Grégoire XVI venait d’ériger en vicariat apostolique par bref du 27 mai 1846 Ex debito pastoralis . 
Vicaire apostolique de Lhassa, par bref du 4 avril 1856, il est sacré quelques mois plus tard, 3 mai 1857, dans une grange, évêque de Sinopolis avec pour armes « D’azur à la croix latine d’or entourée ou chargée d’une couronne d’épines de sable » et pour devise Scio cui credidi. 
Installé au Tibet, l’évêque y fit élever presbytère écoles et séminaires. En 1861, à la demande de Pie IX, il tenta en vain avec plusieurs missionnaires de se rendre à Lhassa. 
Décidé à défendre la cause de la mission, il retourna en mars 1862 à Pékin, afin d’en appeler en pure perte à la Légation de France. Rentré à Paris pour aller exposer la situation au ministère des Affaires étrangères, il n’obtint pas plus de succès. Il partit alors pour Rome afin de faire connaître la situation de son vicariat et remit, compte tenu de son grand âge et de son état de santé, sa démission qui fut définitivement acceptée le 28 août 1864. 
Retiré dans la propriété familiale de Mouen (Calvados), il y mourut le 25 janvier 1869.
Un tableau, « le Départ des Missionnaires », par Charles de Coubertin (père de Pierre) conservé dans la chapelle de l'Épiphanie aux Missions étrangères de Paris représente Mgr Thomine Desmazures à la fin de sa vie.